# Spiralna galaktika veličanstvenog dizajna
Spiralna galaktika veličanstvenog dizajna je vrsta spiralne galaktike s dvama prominentnim, dobro definiranim spiralnim krakovima, nasuprot pamučastih i galaktika s više krakova te suptilnijih strukturnih osobina. Spiralni krakovi se kod spiralnih galaktika veličanstvenog dizajna jasno protežu oko galaktike u dugačkim lukovima i pokrivaju dobar dio njenog polumjera. U 2002. godini desetina svih poznatih spiralnih galaktika bile su spiralne galaktike veličanstvenog dizajna, uključujući galaktike Vrtlog, M74, M81, M83 i Vatreno kolo.
Dobro definirana struktura spiralnih galaktika veličanstvenog dizajna često se objašnjava teorijom valova gustoće. Prema ovoj teoriji, spiralni krakovi su stvoreni unutar valova gustoće koji se okreću oko centra galaktike različitim brzinama od zvijezda u galaktičkome disku. Zvijezde i plin nakupljaju se u tim gustim regijama zbog gravitacijskog privlačenja prema već zgusnutoj materiji, a kako putuju kroz krak, isto gravitacijsko privlačenje usporava ih u izlasku. Zbog ovog se i plin nakuplja u gustim područjima, potičući oblake plina na kondenzaciju i stvaranje zvijezda.